# Droga krajowa nr 34 (Polska)
Droga krajowa nr 34 (DK34) – droga krajowa klasy GP w południowej części województwa dolnośląskiego o długości 9 km. Przebiega w całości przez powiat świdnicki. Jej rolą jest połączenie DK5 z DK35. Dawniej to oznaczenie nosił odcinek dzisiejszej DK12.

## Historia numeracji
Na przestrzeni lat trasa posiadała różne oznaczenia:

| Numer | Numer | Numer | Przebieg                 | Lata obowiązywania                                | Źródło | Uwagi |
| ----- | ----- | ----- | ------------------------ | ------------------------------------------------- | --- | --- |
| E83   | 5     | 34    | Świebodzice – Dobromierz | E83: 1962 – 1985 5: 14 II 1986 – 2000 34: od 2000 | - Atlas samochodowy Polski 1:500 000. Wyd. IV. Warszawa: Państwowe Przedsiębiorstwo Wydawnictw Kartograficznych, 1965. Brak numerów stron w książce - Samochodowy atlas Polski 1:500 000. Wyd. V. Warszawa: Państwowe Przedsiębiorstwo Wydawnictw Kartograficznych, 1979. ISBN 83-7000-017-7. Brak numerów stron w książce - Samochodowy atlas Polski 1:500 000. Wyd. IX. Warszawa: Państwowe Przedsiębiorstwo Wydawnictw Kartograficznych, 1984. Brak numerów stron w książce - Uchwała nr 192 Rady Ministrów z dnia 2 grudnia 1985 r. w sprawie zaliczenia dróg do kategorii dróg krajowych (M.P. z 1986 r. nr 3, poz. 16) - Polska: Atlas samochodowy 1:300 000. Wyd. pierwsze. Warszawa/Wrocław: Polskie Przedsiębiorstwo Wydawnictw Kartograficznych, 1992. ISBN 83-7000-080-0. Brak numerów stron w książce - Polska: Mapa samochodowa 1:700 000. Wyd. 1. Szczecin: Wydawnictwo Kartograficzne KOMPAS, 1996/1997. ISBN 83-904373-2-5. Brak numerów stron w książce - Rozporządzenie Rady Ministrów z dnia 15 grudnia 1998 r. w sprawie ustalenia wykazu dróg krajowych i wojewódzkich (Dz.U. z 1998 r. nr 160, poz. 1071) – wykaz dróg krajowych przed rokiem 2000 - Zarządzenie nr 6 Generalnego Dyrektora Dróg Publicznych z dnia 9 maja 2000 r. w sprawie nowych numerów dróg krajowych [online], Rzeczpospolita, 4 lipca 2000. - Polska: Mapa samochodowa 1:700 000. Wyd. XXVII. Dom Wydawniczy PWN, 2016. ISBN 978-83-7705-942-5. Brak numerów stron w książce | 1. nieznana numeracja krajowa przed 1986 rokiem 2. do 1985 roku jako droga międzynarodowa, od 1 października 1985 r. jako droga krajowa |

## Dopuszczalny nacisk na oś
Od 13 marca 2021 roku na całej długości drogi dozwolony jest ruch pojazdów o nacisku pojedynczej osi napędowej do 11,5 tony.

### Do 13 marca 2021 r.
Wcześniej na drodze krajowej nr 34 występowały ograniczenia największego dopuszczalnego nacisku pojedynczej osi:
| Znak  | Dopuszczalny nacisk | Lata obowiązywania | Odcinek                  |
| ----- | ------------------- | ------------------ | ------------------------ |
| [ a ] | do 10 ton           | 2003–2010          | Świebodzice – Dobromierz |
| [ a ] | do 10 ton           | 2010–2021          | Świebodzice – Dobromierz |

## Miejscowości leżące na trasie DK34
- Dobromierz (DK5, DW375)
- Szymanów
- Jaskulin
- Świebodzice (DK35, DW374)